# Manuel Martínez Añíbarro y Rives
Manuel Martínez Añíbarro y Rives (Burgos, 3 de septiembre de 1850-Almería, 25 de agosto de 1920) fue un bibliógrafo y escritor español. Desempeñó el cargo de bibliotecario por nombramiento de la Diputación de Burgos. Su obra Intento de un diccionario biográfico y bibliográfico de autores de la provincia de Burgos obtuvo el premio de la Biblioteca Nacional.
En 1877, Añíbarro invitó a la Corporación Municipal a hacer el esfuerzo de llevar a la práctica los proyectos diseñados para colocar a Burgos en el lugar cultural que le correspondía.

## Obras
- Geografía histórica de la edad Antigua: Comprende desde los tiempos denominados prehistóricos hasta la muerte del emperador Teodosio (1874)
- Instrucciones para la celebración de los consejos de guerra verbales: Contiene el procedimiento, formularios y penas aplicables á los delitos objeto de estos consejos (1875)
- Exposición sumaria de la Psicología y Lógica elementales y nociones de Filosofía Moral (1884)
- Intento de un diccionario biográfico y bibliográfico de autores de la provincia de Burgos (1889)
- Nociones de derecho usual o sea Exposición sumaria del derecho patrio en sus instituciones más importantes y de mayor práctica (1894)